# François Lejoyeux
Pour les articles homonymes, voir Lejoyeux.
François Lejoyeux est un auteur français de livres-jeux et de jeux de rôle.

## Sources et références
1. 1 2 3  « Lejoyeux, François », sur BnF Catalogue général (consulté le 17 juin 2017)
2. 1 2 3  Stéphane Béchard, « Pierre et François Lejoyeux », sur planete-ldvelh.com (consulté le 17 juin 2017)
3. 1 2  « François Lejoyeux », sur Guide du rôliste galactique (consulté le 29 juin 2017)